# Bourbriac
Bourbriac é uma comuna francesa na região administrativa da Bretanha, no departamento Côtes-d'Armor. Estende-se por uma área de 71,66 km². Em 2010 a comuna tinha 2 242 habitantes (densidade: 31,3 hab./km²).